# Erlend Blikra
Erlend Jordbrekk Blikra (11 januari 1997) is een Noors wielrenner die sinds 2021 rijdt voor Uno-X Pro Cycling Team.
Bij de junioren won Blikra in 2014 onder anderen het Noors kampioenschap tijdrijden en het eindklassement van de Le Trophée Centre Morbihan. Zijn eerste UCI overwinningen bij de elite won hij in 2019 tijdens de Ronde van Mazovië, waar hij de proloog en twee etappes wist te winnen. 

## Overwinningen
2014
Jongerenklassement Ronde van Istrië, junioren
2e etappe B Vredeskoers, junioren
1e en 2e etappe Le Trophée Centre Morbihan, junioren
Eind-, punten- en jongerenklassement Le Trophée Centre Morbihan, junioren
 Noors kampioenschap tijdrijden, junioren
2019
Proloog, 1e en 2e etappe Ronde van Mazovië
2020
Grote Prijs van Rhodos
2e etappe Ronde van Rhodos
2022
6e etappe Ronde van Langkawi
Puntenklassement Ronde van Langkawi
2023
3e etappe Olympia's Tour
2e etappe Région Pays de la Loire Tour
2025
La Roue Tourangelle

## Ploegen
- 2016 –  Team Coop-ØsterHus (vanaf 16-6)
- 2017 –  Team Coop
- 2018 –  Team Coop
- 2019 –  Team Coop
- 2020 –  Uno-X Norwegian Development Team
- 2022 –  Uno-X Pro Cycling Team
- 2023 –  Uno-X Pro Cycling Team
- 2024 –  Uno-X Pro Cycling Team
- 2025 –  Uno-X Mobility

Abrahamsen · Andersen · Blikra · Charmig · Dversnes · Eg · Gregaard · Gudmestad · Halvorsen · Hansen · Hindsgaul · Holter · Hulgaard · A. Johannessen · T. Johannessen · K. Kulset · S. Kulset · Larsen · Levy · Resell · Saugstad · A. Skaarseth · I. Skaarseth · Sleen · Tiller · Træen · Urianstad · Wærenskjold · Wærsted
Abrahamsen · Andersen · Bendixen · Blikra  · Blume Levy · Charmig · Dversnes · Eg · Fredheim · Gregaard · Gudmestad · Halvorsen · Hindsgaul · Holter · A. Johannessen · T. Johannessen · Kristoff · M. Kulset · S. Kulset · Larsen · Norman Leth · Resell · Sander Hansen · Skaarseth · Tiller · Træen · Urianstad · Wærenskjold
Abrahamsen · Andersen · Bendixen · Bévort · Blikra  · Blume Levy · Cort · Dversnes · Eiking (vanaf 8/2) · Fredheim · Gudmestad · Hoelgaard · Holter · Hvideberg · A. Johannessen · T. Johannessen · Kristoff · J. Kulset · M. Kulset · S. Kulset · Larsen · Leknessund · Løland · Resell · Sander Hansen · Skaarseth · Tiller · Urianstad · Wallin · Wærenskjold